# Pfarrkirche St. Niklaus VS

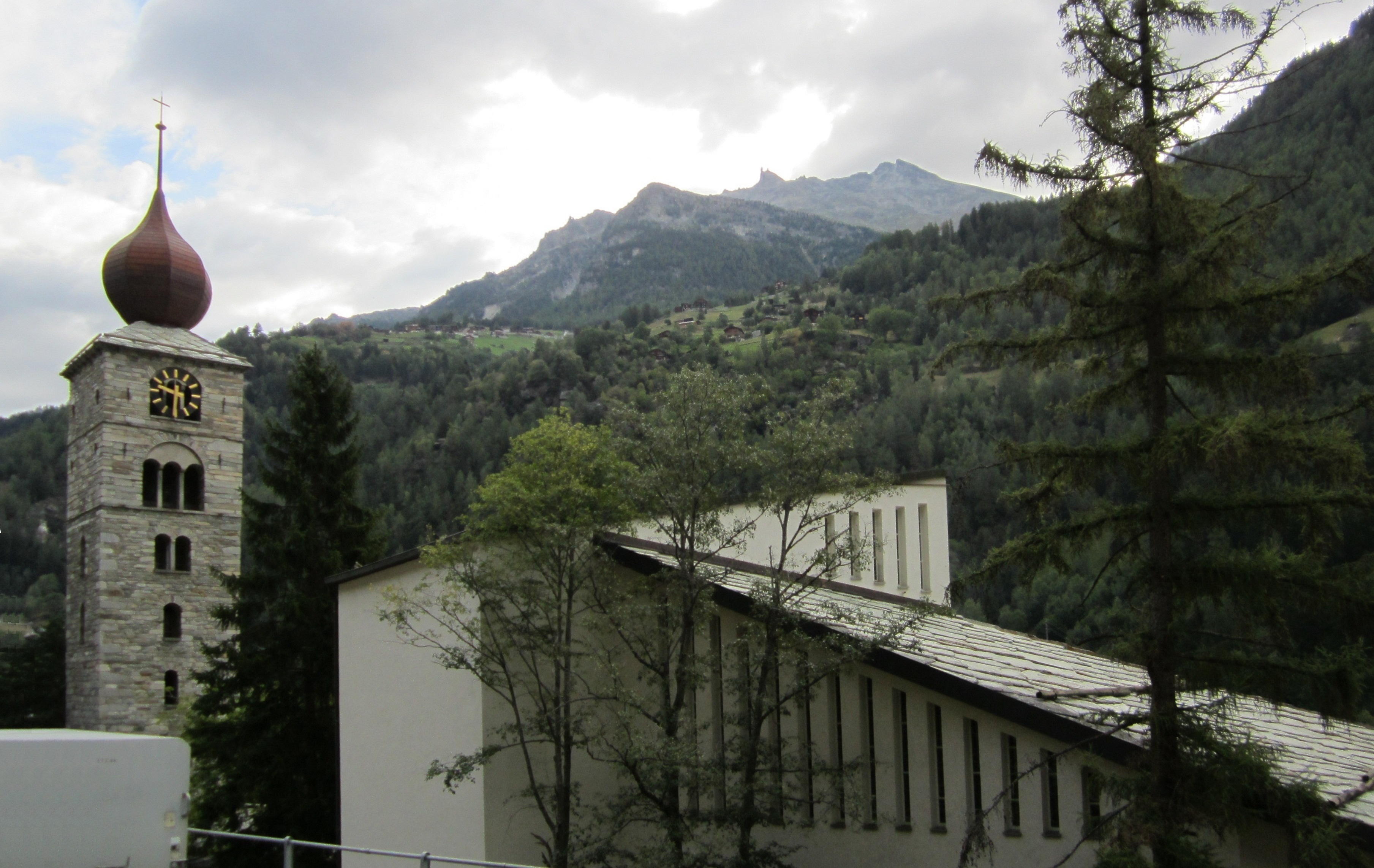
Die 1965 geweihte Kirche St. Niklaus; links der mittelalterliche Kirchturm, rechts oben das markante Gabelhorn

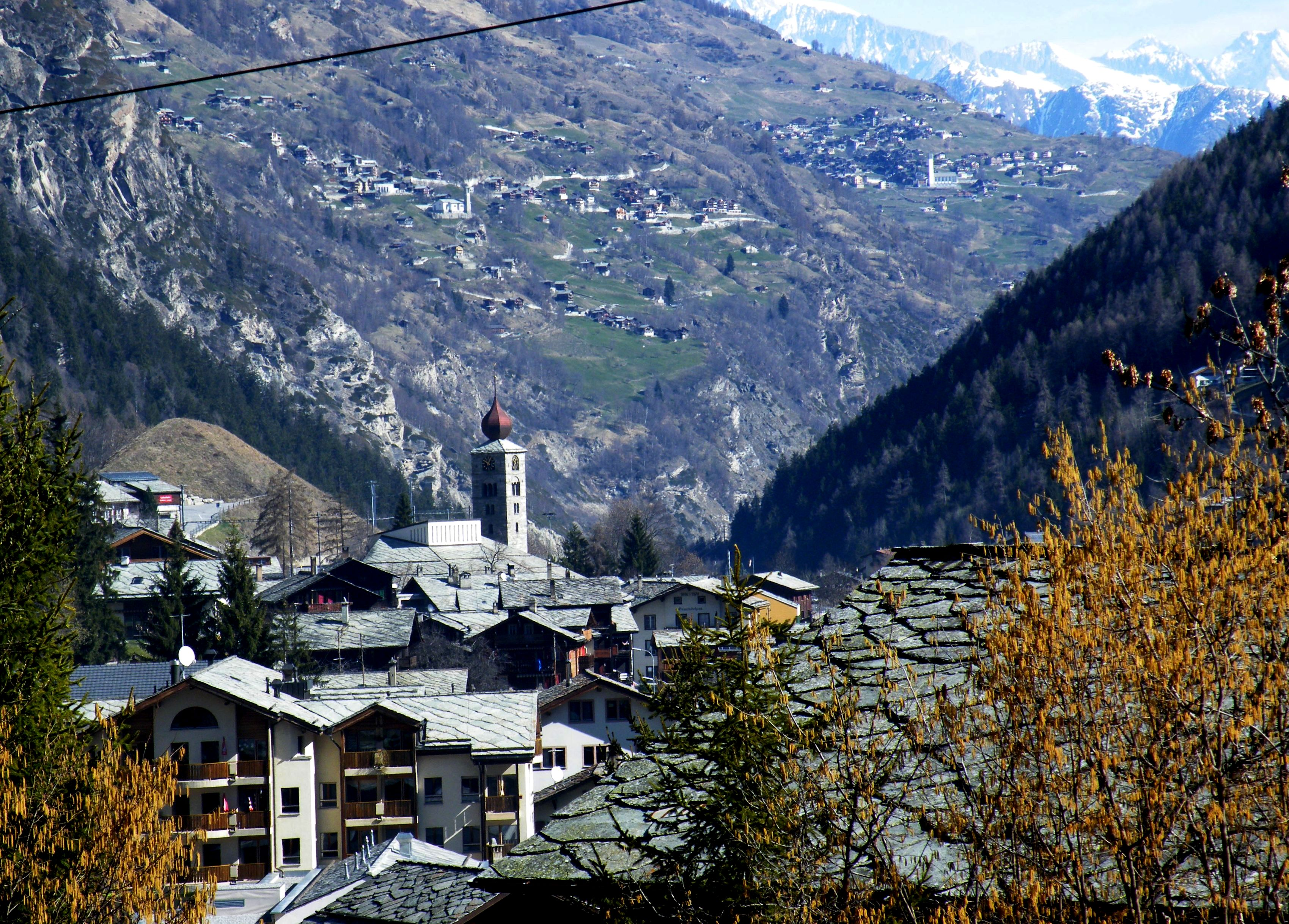
St. Niklaus Dorf von Süden her gesehen mit Kirche und Kirchturm. Im Hintergrund von links Embd, Törbel und Berner Alpen

Die Pfarrkirche St. Niklaus ist ein Nikolaus von Myra geweihtes römisch-katholisches Kirchengebäude in St. Niklaus im Schweizer Kanton Wallis. Die heutige Kirche, die am 18. Juli 1965 eingeweiht werden konnte, mit dem mittelalterlichen Zwiebelturm befindet sich von der Bezirkshauptstadt Visp herkommend eingangs des alten Kerns von St. Niklaus Dorf. Nikolaus von Myra gab sowohl der Kirche und der Pfarrgemeinde von St. Niklaus seinen Namen wie auch dem Tal den Namen Nikolaital als auch dem Dorf, der politischen Gemeinde und der Burgergemeinde den Namen St. Niklaus. Nikolaus von Myra ist sowohl der Schutzpatron der heutigen Pfarrei St. Niklaus als auch des Nikolaitals (auch Mattertal genannt). Die Pfarrei St. Niklaus gehört zum Dekanat Visp des Bistums Sitten.

## Geschichte

### Die Grosspfarrei St.Niklaus und deren Tochterpfarreien

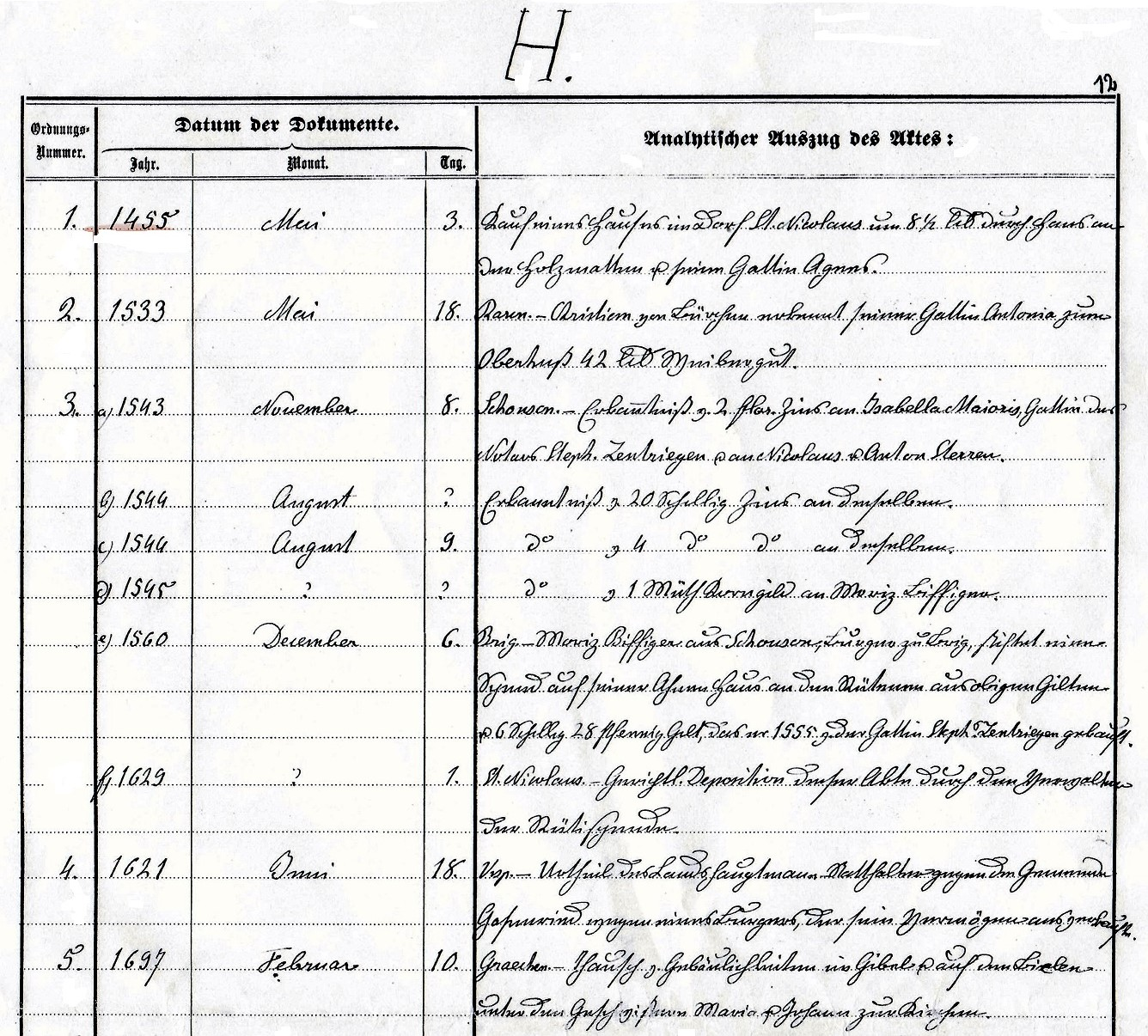
Pfarrei-Archiv St. Niklaus, Inventar, Seite 12 Vorschrift H. (verschiedene Dokumente), das älteste stammt aus dem Jahre 1455. 15. August 1886.

In St. Niklaus ist weder ein historisches Munizipalität- noch ein Burgerschaft-Archiv vorzufinden. Die ältesten noch erhaltenen Dokumente im Pfarrei-Archiv stammen aus den Jahren 1455 und 1506. Und obwohl das Bestehen der Pfarrei St. Niklaus erst 1268 und dessen Kaplanei 1329 urkundlich bezeugt werden können, zeigt der folgende Fund, dass die christliche Religion im Wallis schon vor dem Erlass Cunctos Populos (an alle Völker) des römischen Kaisers Theodosius I. offiziell anerkannt war:
- Im Jahre 377 n. Chr. liess nämlich der römische Präfekt Pontius Asclepiodotus in Sitten an einem öffentlichen Gebäude eine Inschriftentafel anbringen, die das Christusmonogramm zwischen Alpha und Omega, dem ersten und letzten Buchstaben des griechischen Alphabets, trägt. Hierbei handelt es sich um die erste christliche Inschrift auf dem Gebiet der heutigen Schweiz.
- Zudem haben in Glis die neuesten Grabungen ergeben, dass unter den Fundamenten der heutigen Kirche das älteste Taufbecken nördlich der Alpen gefunden wurde, das auf 615 zurückdatiert wird.[4]

Mit zunehmenden Zerfall des Römischen Reiches in der zweiten Hälfte des 4. und der ersten Hälfte des 5. Jahrhunderts nahmen der Bischof von Sitten und der Pfarrer von St. Niklaus bald eine Position ein, die bis anhin – als Zentralgewalt und Reichsstruktur noch intakt waren – Angehörige der Munizipal- und Staatsverwaltung innegehabt hatten. Rechtsprechung, Unterhalt der öffentlichen Bauten und Gewährleistung von militärischem Schutz gehörten nun zum Aufgabenbereich des Bischofs. So vollzog sich bis ins Hochmittelalter hinein die Herausbildung eines eigentlichen Pfarreisystems, wobei im Süden die auf die spätrömische Pagus-Einteilung zurückgehende Grosspfarrei das kirchliche Leben kennzeichnete. Was der Bischof von Sitten für das Wallis war, war der Pfarrer von St. Niklaus für das Nikolaital.
Die erste bekannte, noch erhaltene Urkunde, die über die Pfarrei St. Niklaus spricht, ist datiert vom 12. Mai 1268 in Raron. Aus diesem Dokument in Raron geht hervor, dass die Pfarrei das ganze Tal von Kipfen (897 m ü. M.) bis auf den Theodulpass (3295 m ü. M.) umfasste.
Zermatt, Täsch, Randa und Herbriggen sind alle Tochterpfarreien von St. Niklaus. Die Pfarrgemeinde von Zermatt wird in einer Urkunde vom 25. April 1285 erwähnt. Eine Dorfkapelle wurde ca. 1290 errichtet. Allerdings behielt Zermatt bis zum 13. Juli 1927 eine gewisse Abhängigkeit von St. Niklaus. Täsch löste sich 1423 von St. Niklaus. Randa wurde 1730 zu einer eigenen Pfarrei erhoben.
Die politische Gemeinde St. Niklaus ist heute in zwei Pfarreien unterteilt, nämlich in die Pfarrei St. Niklaus und Herbriggen. Herbriggen löste sich 1933 von der Pfarrgemeinde St. Niklaus, nachdem zuvor die Pfarrkirche Mariä in Herbriggen gebaut wurde. Wegen Priestermangels betreut der Pfarrer von St. Niklaus auch die Pfarrei von Herbriggen (Pfarrverband).

### Seelsorger von und in St. Niklaus
1227 und 1228 findet Walter de Chouson bzw. de (von) St. Niklaus als Domherr und im Jahre 1239 als Diakon Erwähnung. Später wurde er Vizekanzler des Kapitels, Kantor und Kanzler. 1272 wird Pfarrer Johannes von St. Niklaus bzw. von Chouson genannt. Er war um 1257 bis 1273 Pfarrer in seiner Heimatgemeinde St. Niklaus. 1273 wurde er Hofkaplan des neuerwählten Bischofs Heinrich II. von Raron. Von 1465 bis 1473 ist Nikolaus Schiner (um 1437–1510) Pfarrer in St. Niklaus, der 1496 Bischof von Sitten wurde und nach drei Jahren zugunsten seines Neffen Kardinal Matthäus Schiner abdankte.
Josef Imboden (1835–1906) von St. Niklaus studierte in Brig, Mailand und Sitten. Er wurde Priester, wirkte von 1892 bis 1904 in der Pfarrei und Walliser Kolonie San Jerónimo Norte in Argentinien und kehrte dann in die Heimat zurück.
Karl Burgener (1918–1994) war von 1965 bis 1993 Pfarrer in St. Niklaus und komponierte 126 Partiturseiten eigene Musik.

#### Dichter und Theaterregisseur

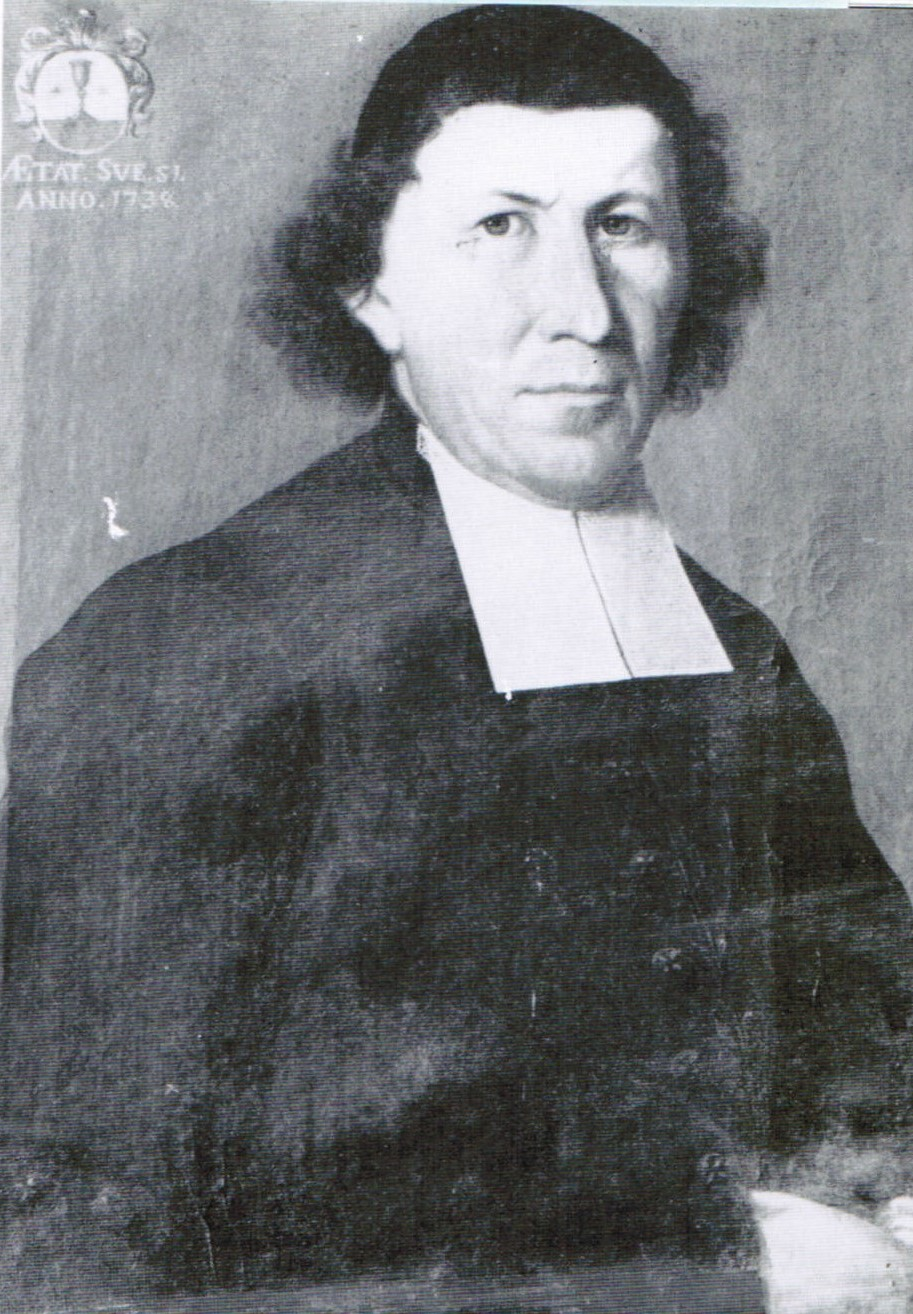
Der St. Niklauser Dichter und Theaterregisseur Johann Peter Imboden (1686–1764)

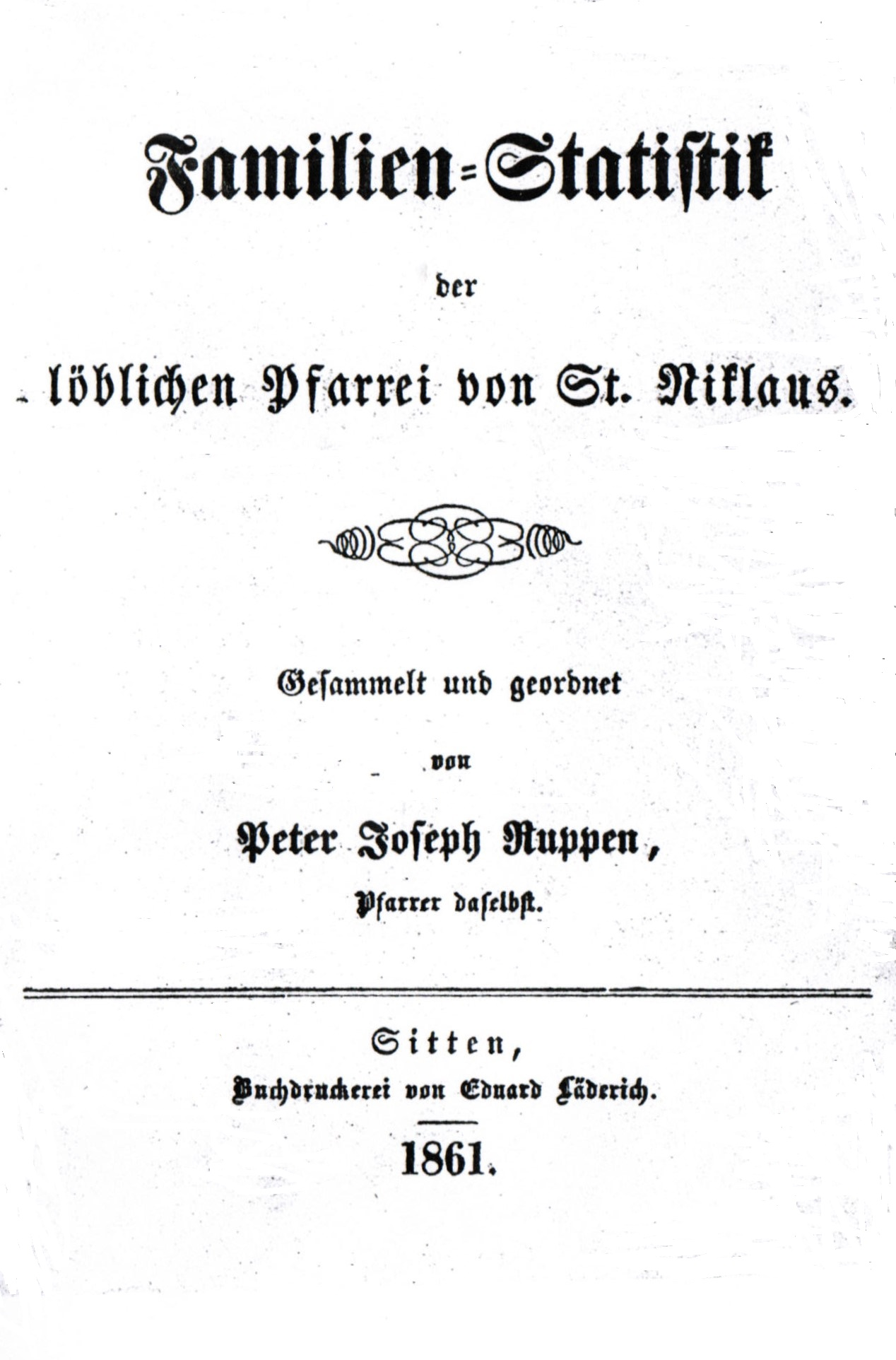
Ältestes Ortsfamilienbuch der Welt, Familienstatistik der Pfarrei St. Niklaus, Schweizer Kanton Wallis, Ausgabe 1861, 134 Seiten.

Johann Peter Imboden wurde 1686 in St. Niklaus geboren. Er war der Sohn von Anna von Schallen und des Meiers Jakob Imboden. Der angesehene Landvogt Lukas von Schallen von St. Niklaus stellte sich u. a. auch als Regisseur und Theaterdichter zur Verfügung. Die beiden jüngeren Brüder von Johann Peter Imboden, Jakob Imboden und Josef Imboden waren ebenfalls Meier. Die politischen Karrieren reichten bis in die Eidgenossenschaft. Johnann Peter absolvierte sein Theologiestudium in Wien, dem damaligen Kulturzentrum Europas.
Mit 43 Jahren wurde er im Jahre 1729 Kaplan in seiner Heimatgemeinde St. Niklaus. Von 1730 bis zu seinem Tod im Jahre 1764 war er Pfarrer in St. Niklaus. Während seiner Seelsorgerzeit in seiner Heimatgemeinde wurde im Jahre 1735 ein neues stattliches Pfarrhaus in St. Niklaus gebaut, das im Jahre 1967 renoviert wurde und heutzutage noch vom Pfarrer von St. Niklaus bewohnt wird. Im Jahre 1736 begann Johnann Peter ein neues Taufbuch. Hierbei handelt es sich um das vierte, noch erhaltene Taufbuch der Pfarrei St. Niklaus, das bis zum Jahre 1849 benutzt wurde und dann durch das fünfte abgelöst wurde. Ein Porträt von Pfarrer Johann Peter Imboden findet sich in der Pfarrkirche St. Niklaus. Hierbei handelt es sich um das älteste noch erhaltene Bildnis eines Pfarrers der Pfarrei St. Niklaus. Es stammt aus dem Jahr 1738. Oben links auf dem Abbild steht «ETAT. SVE.SI:» und darunter «ANNO 1738». Über diesen Schriftzeichen ist ein Kelch zu finden, der auf einem Altar steht, links und rechts des Kelchs ist je ein Stern zu finden. Der Altar, der Kelch und die beiden Sterne werden von einem Dekormuster umkreist.
Johann Peter Imboden schrieb unter anderem mehrere populäre Theaterstücke, so auch Tragödien, die er in St. Niklaus aufführte. Sein Werk bewertete Domherr Dr. Albert Carlen als eine wichtige dichterische Schöpfung, er schreibt: Auch wenn Johann Peter Imboden nur das Stück «Genovefa» geschrieben hätte, wäre er ein Poet zu nennen und wahrlich nicht der geringste. Einige der Original-Schriften befinden sich noch im Pfarrei-Archiv von St. Niklaus.

#### Erstbesteiger des Brunegghorns

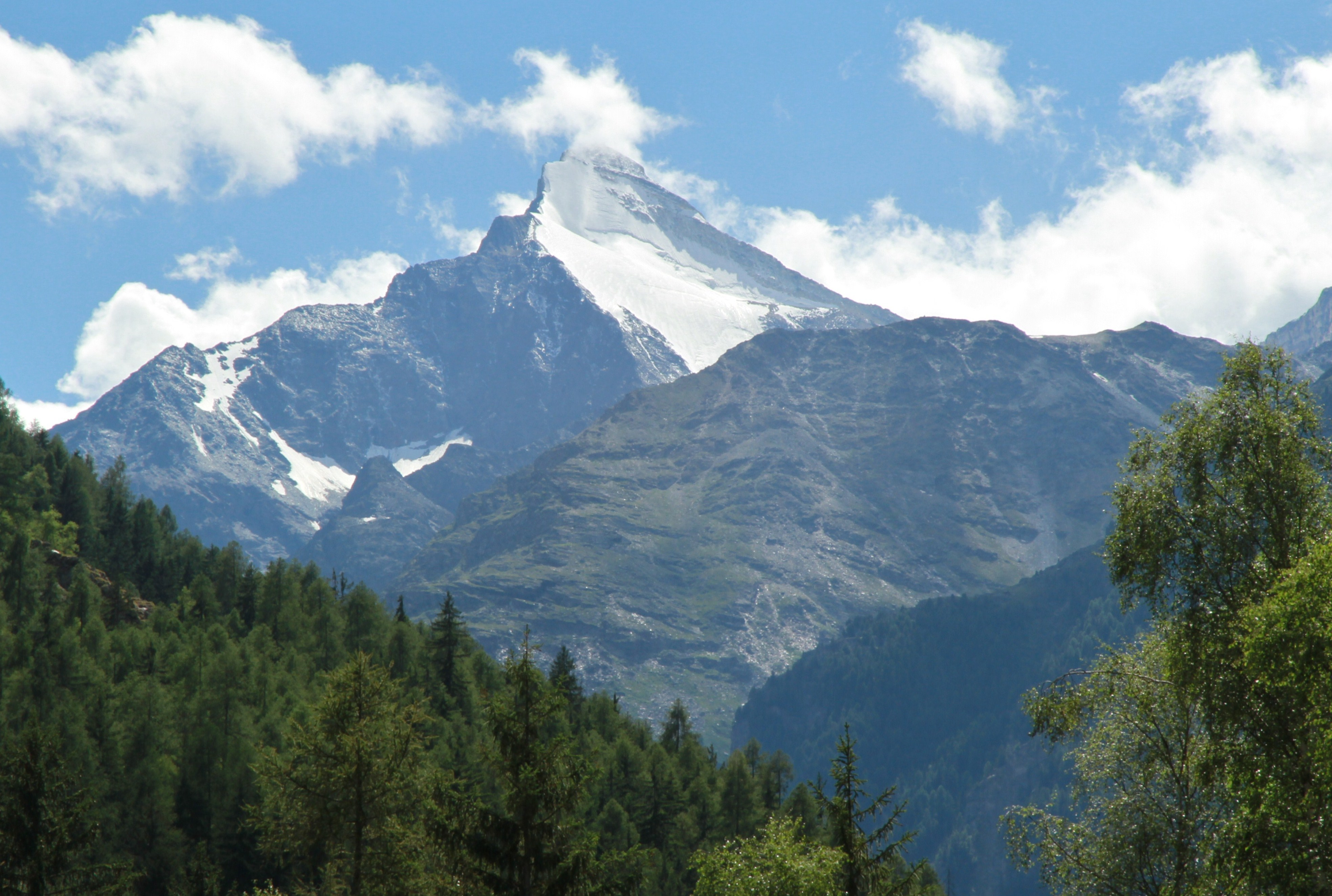
Das Brunegghorn

Am 13. Juli 1853 unternahmen der St. Niklauser Pfarrer Josef Tantignoni (?–1896) und sein Vetter, der St. Niklauser Kaplan Franz Xaver Tantignoni (1821–1897) die Erstbesteigung des Brunegghorns. Josef Tantignoni wurde in St. Niklaus geboren, war von 1849 bis 1856 Pfarrer in seiner Heimatgemeinde und verstarb 1896. Franz Xaver Tantignoni wurde 1821 ebenfalls in St. Niklaus geboren, war von 1848 bis 1854, 1863 bis 1875 sowie 1886 bis 1889 Kaplan in St. Niklaus und verstarb 1897 in seiner Heimatgemeinde.

#### Autor des ältesten gedruckten Ortsfamilienbuchs der Welt
Peter Josef Ruppen (1815–1896), der 1856 bis 1862 Pfarrer in St. Niklaus war, veröffentlichte 1861 die Familienstatistik der löblichen Pfarrei St. Niklaus, die das älteste bisher bekannte gedruckte Ortsfamilienbuch der Welt ist, wie die Deutsche Zentralstelle für Genealogie in Leipzig zu berichten weiss. Auf dem Gemälde in der Kirche von St. Niklaus hält Pfarrer Ruppen eine Ausgabe aus dem Jahre 1857 in den Händen.

## Die Sakralgebäude

Ehemaliger Barockbau

### Die Pfarrkirche
Der erste Blick der Besucherin und des Besuchers, die sowohl von Visp als auch von Zermatt kommen, fällt auf den grössten Zwiebelturm des Oberwallis, der in der Höhe 36,80 Meter misst. Das Wahrzeichen von St. Niklaus wurde in der Zeit des grossen Kaspar Stockalper erbaut, wahrscheinlich schon früher, da es sich um einen romanischen Quaderturm handelt. Ein erster Blick lässt die Verwandtschaft der drei Türme des Barockbaus des Stockalperschlosses in Brig mit dem Zwiebelturm von St. Niklaus erkennen. Zudem war die zweite Frau von Kaspar Stockalper Cäcilia von Riedmatten. Die Familie Riedmatten hat ihre Wurzeln im Weiler Riedmatten der heutigen Gemeinde St. Niklaus. 1726 wurde der markante Zwiebelturm von St. Niklaus wieder vollendet. 1750 der oberste Teil des Turms und 1964/1965 der gesamte Turm restauriert.
Die Kirche in St. Niklaus Dorf war das erste Gotteshaus im Nikolaital. 1272 wird urkundlich eine Kirche aufgeführt, die Nikolaus als Kirchenpatron geweiht ist. Wie Peter Josef Ruppen, der 1856 bis 1862 der Pfarrer von St. Niklaus war, berichtet, stand die Kirche immer an der gleichen Stelle. Am 18. Juli 1965 wurde die heutige Kirche von Bischof François-Nestor Adam eingeweiht. Aus dem alten und grossen abgerissenen Barockbau wurden u. a. die Altäre in den Neubau übernommen. Im Landesmuseum Zürich befindet sich ein Altaraufsatz mit der Inschrift «Tod der Maria, aus St. Niklaus, Wallis, 1475».

#### Orgel
Die Orgel in der heutigen Kirche von St. Niklaus stammt aus dem Jahr 1968 und wurde von der Manufaktur Späth Orgelbau aus Rapperswil SG gebaut, wobei sechs Register der 1857 entstandenen Orgel der vorigen Kirche übernommen wurden. Das Instrument hat einen Umfang von 21 Registern, verteilt auf zwei Manuale und Pedal.

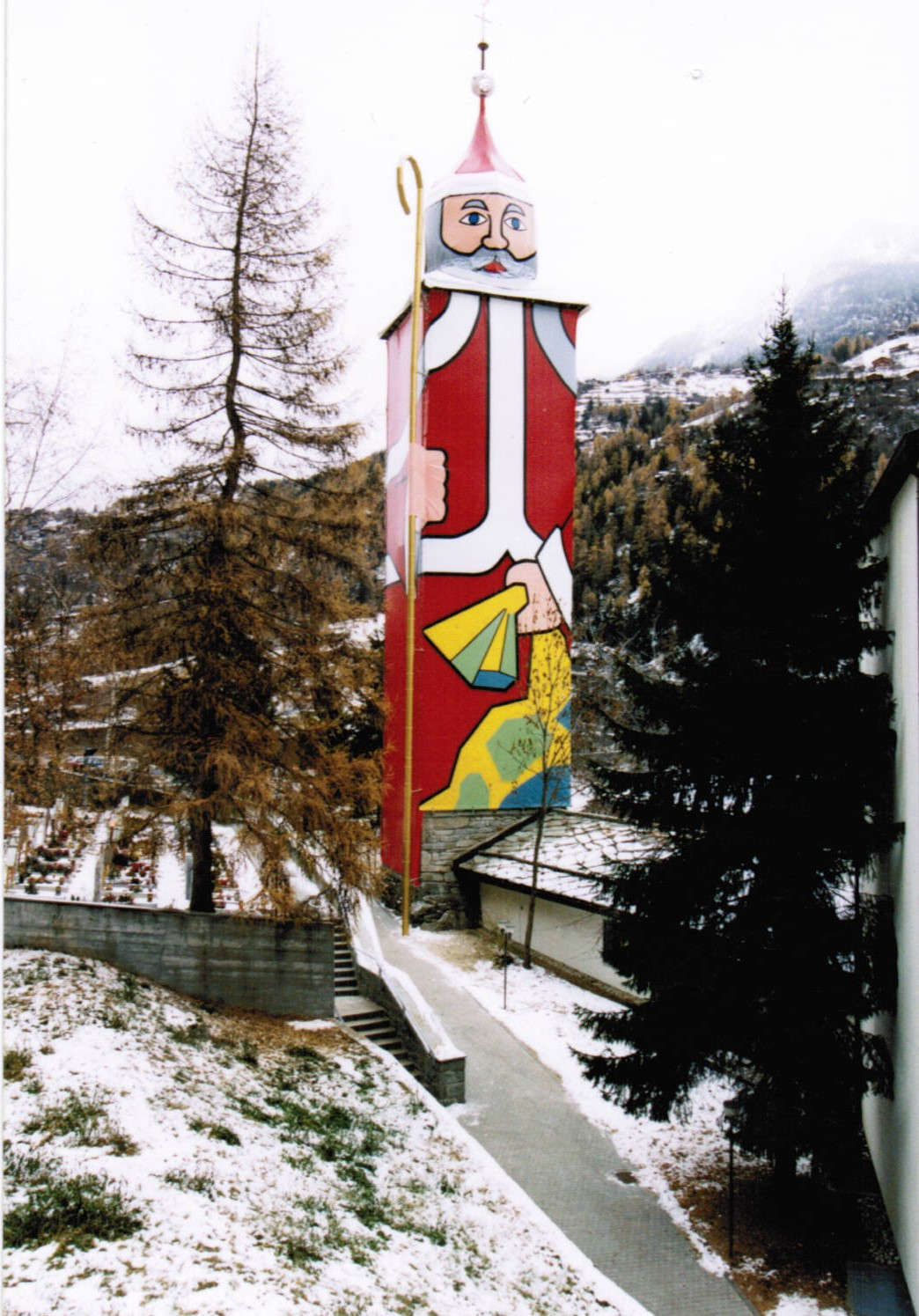
Grösster Nikolaus der Welt

#### Glocken
Im mittelalterlichen Kirchturm hängt ein fünfstimmiges Glockengeläut. Zwei historische Glocken werden durch drei Glocken von 1948 aus der Giesserei H. Rüetschi aus Aarau ergänzt. Die grösste Glocke stammt aus dem Jahr 1767 und ist ein Werk des Giessers Bartholomeus Bozzius Mediolanensis aus Mailand. Die zweitgrößte Glocke stammt von Victor Walpen aus Reckingen und entstand im Jahr 1876. Das Gesamtgeläut erklingt mit den Tönen es′ – ges′ – as′ – b′ – des″.

#### Kurios: Weltweit grösste Nikolaus-Figur
Der Kirchturm der Pfarrkirche St. Niklaus VS erhielt im Jahre 2000 einen Eintrag in das Guinness-Buch der Rekorde. Während der Weihnachtszeit 1998 wurde der gesamte Kirchturm, der in der Höhe 36,80 Meter misst, unter dem Slogan der grösste Nikolaus der Welt im tiefstem Tal der Schweiz als Nikolaus eingekleidet, wobei die Zwiebelhaube als Kopf diente.

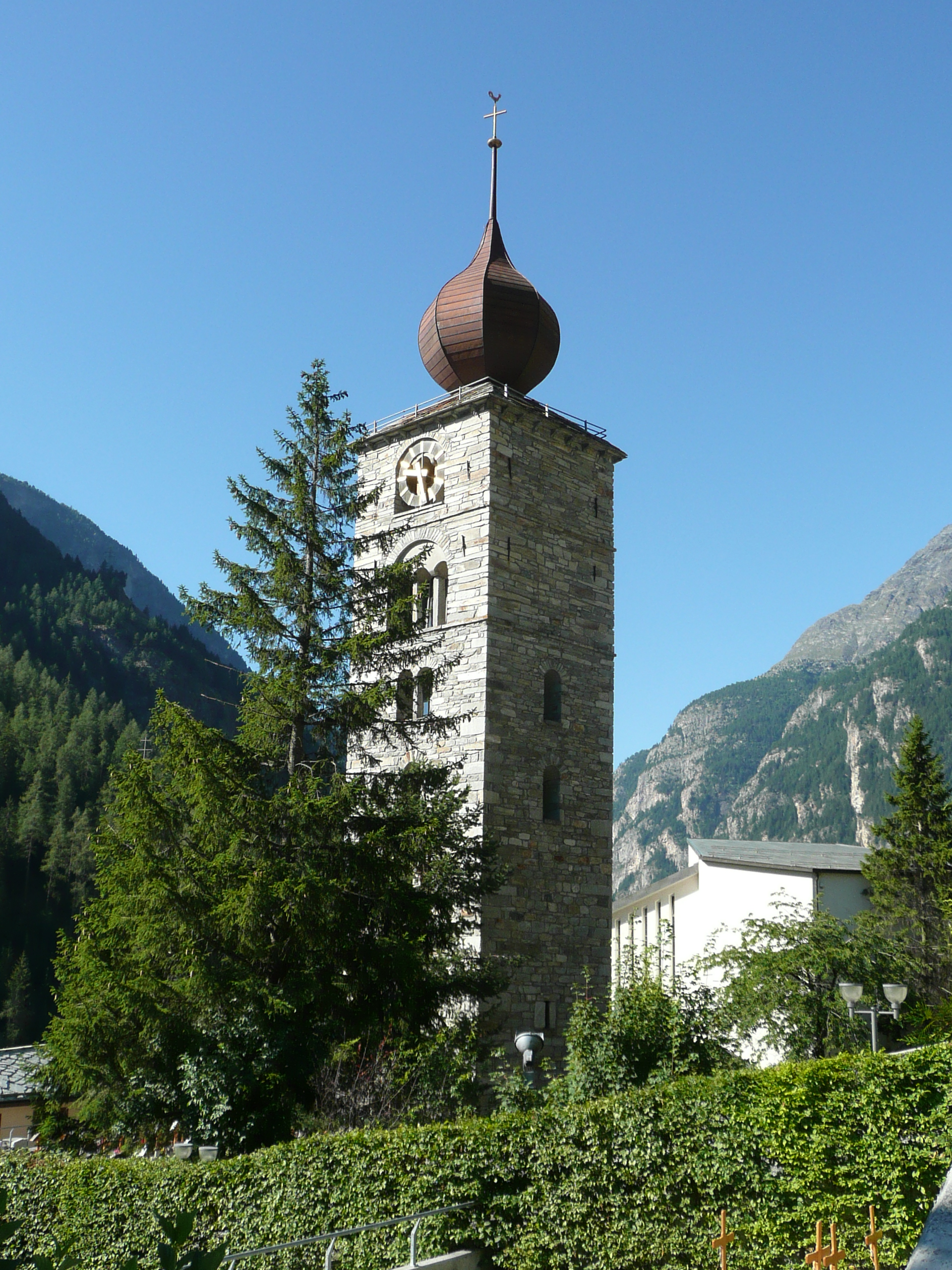
Mittelalterlicher Kirchturm von St. Niklaus Dorf von Norden; rechts die neue Kirche, die 1965 eingeweiht wurde
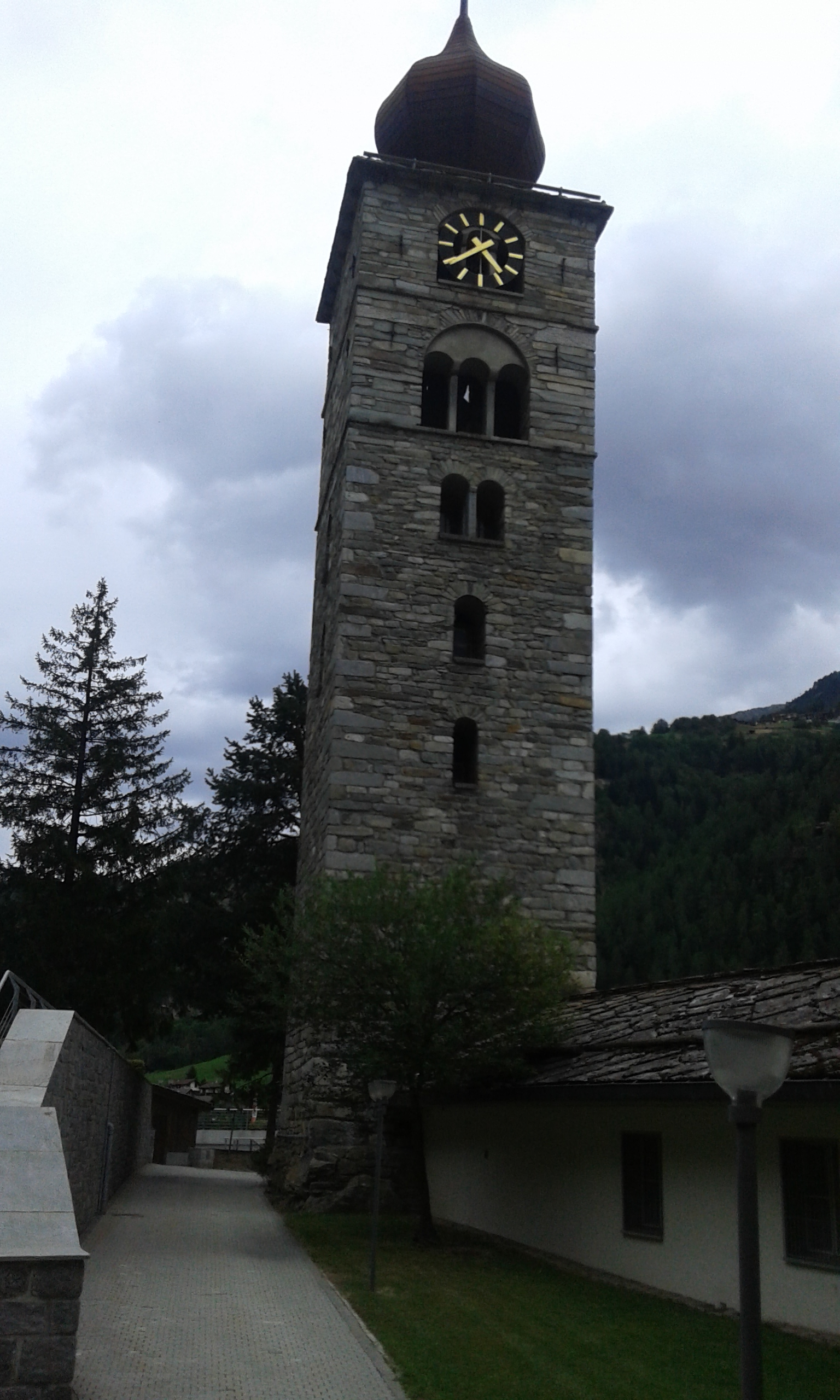
Der Kirchturm von Süden; rechts die Sakristei, die den Kirchturm mit dem Kirchengebäude verbindet
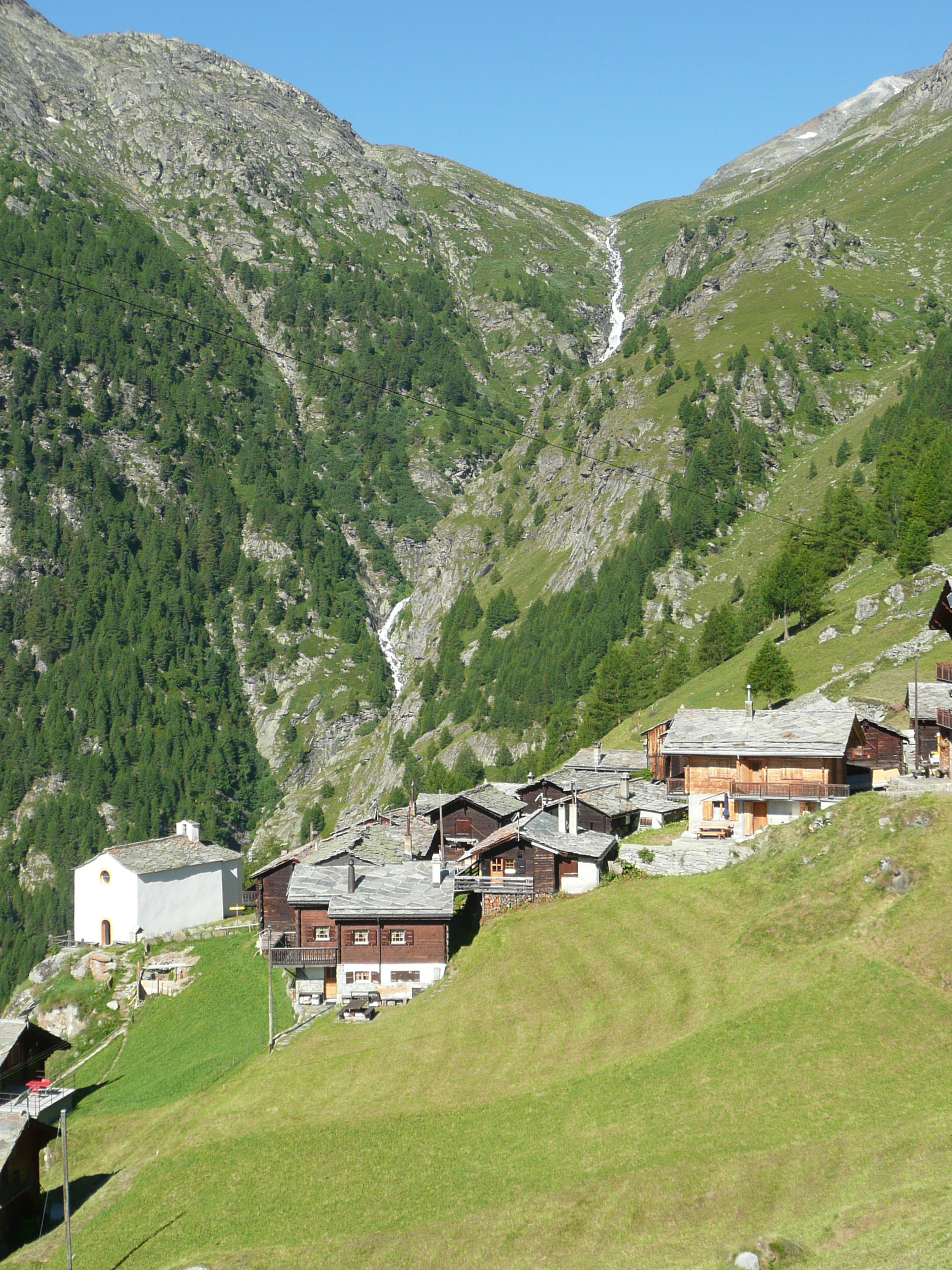
Kapelle Jungen (links) von 1762; während Renovationsarbeiten 1954 (innen) und 1958 (aussen) wurden Tierknochen gefunden, die auf eine mesolithische Besiedlung schliessen lassen; im Hintergrund der Jungbach
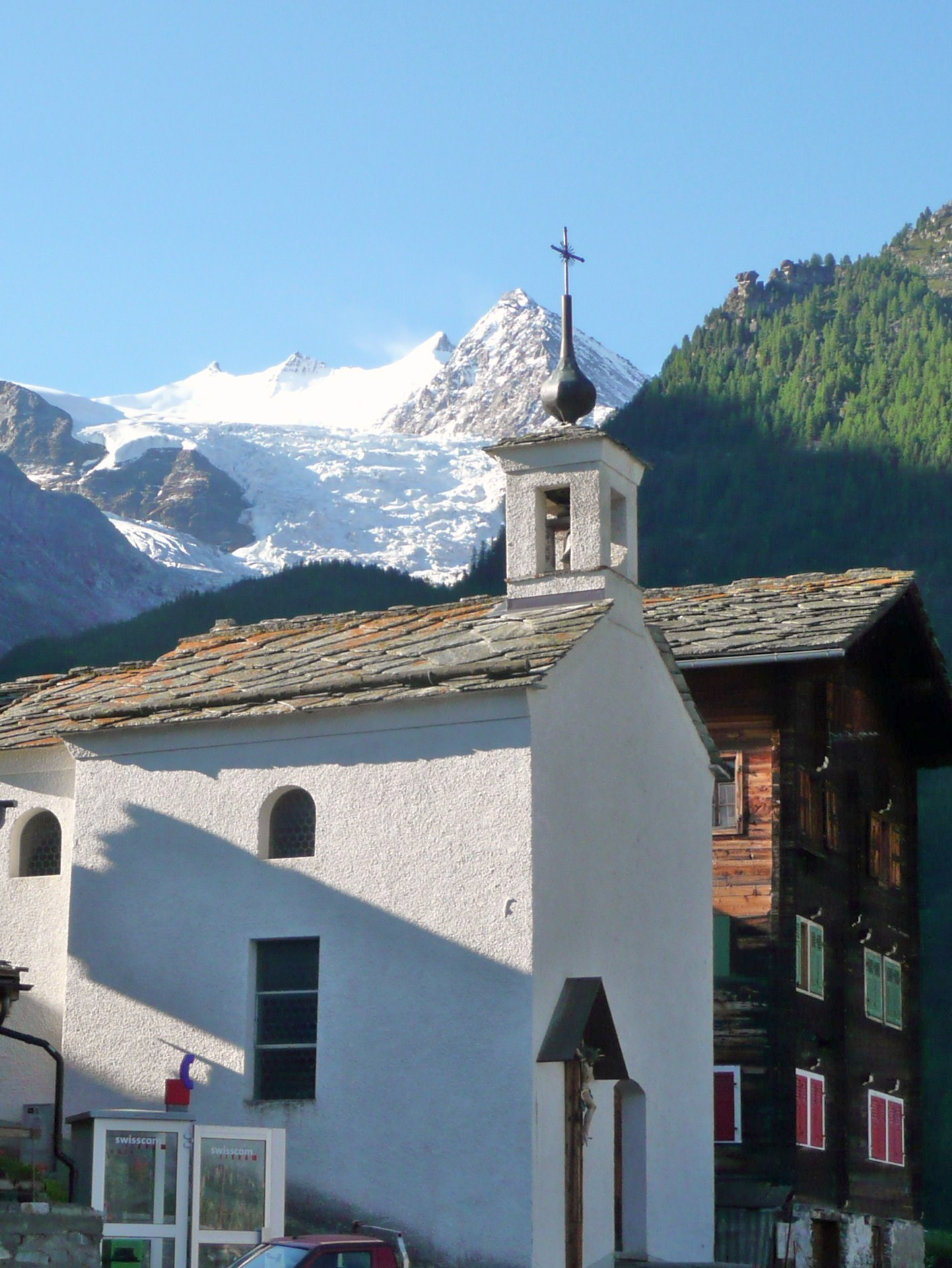
Kapelle Ried mit Riedgletscher im Hintergrund, von rechts Dürrenhorn, Hohberghorn, Stecknadelhorn und Nadelhorn

### Die Kapellen
Die Gemeinde St. Niklaus bzw. die Pfarrgemeinden St. Niklaus und Herbriggen besitzen in ihren Kapellen echte Kleinode:
| Kapelle          | Standort | Bau | Neubau                            | letzte Arbeiten (Stand 2015)                                                            | Weihe                    | Innenarchitektur | Ausserhalb |
| ---------------- | --- | --- | --------------------------------- | --------------------------------------------------------------------------------------- | ------------------------ | --- | --- |
| Ried / Gasenried | Im Ortskern von Gasenried auf 1661,6 m ü. M. | Aus der Kapelle stammen zwei Holztafeln mit einer lateinischen Inschrift aus dem Jahre 1467 oder 1476.                        | Wende des 17. zum 18. Jahrhundert | 1976–1981 Totalrenovation, 1987 Einbau Empore                                           | Theodul                  | Kirchliche Baukunst mit Kreuzweg und Hinterglasmalerei                                                                                   | |
| Breitmatten      | Zwei Kilometer südlich von Herbriggen (1260 m) am westlichen Rand des Weilers Breitmatten auf 1283,2 m ü. M. | 30. März 1635 Stiftung des Statthalters Simon Truffer zu Gunsten der von ihm erbauten Kapelle in Breitmatten bei St. Niklaus. |                                   | 1988–1989 Totalrenovation                                                               | Simon und Judas Thaddäus | Simon Petrus, Simon Zelotes und Judas Thaddäus sind auf dem kleinen Altar im bäuerlichen Barock dargestellt                              | |

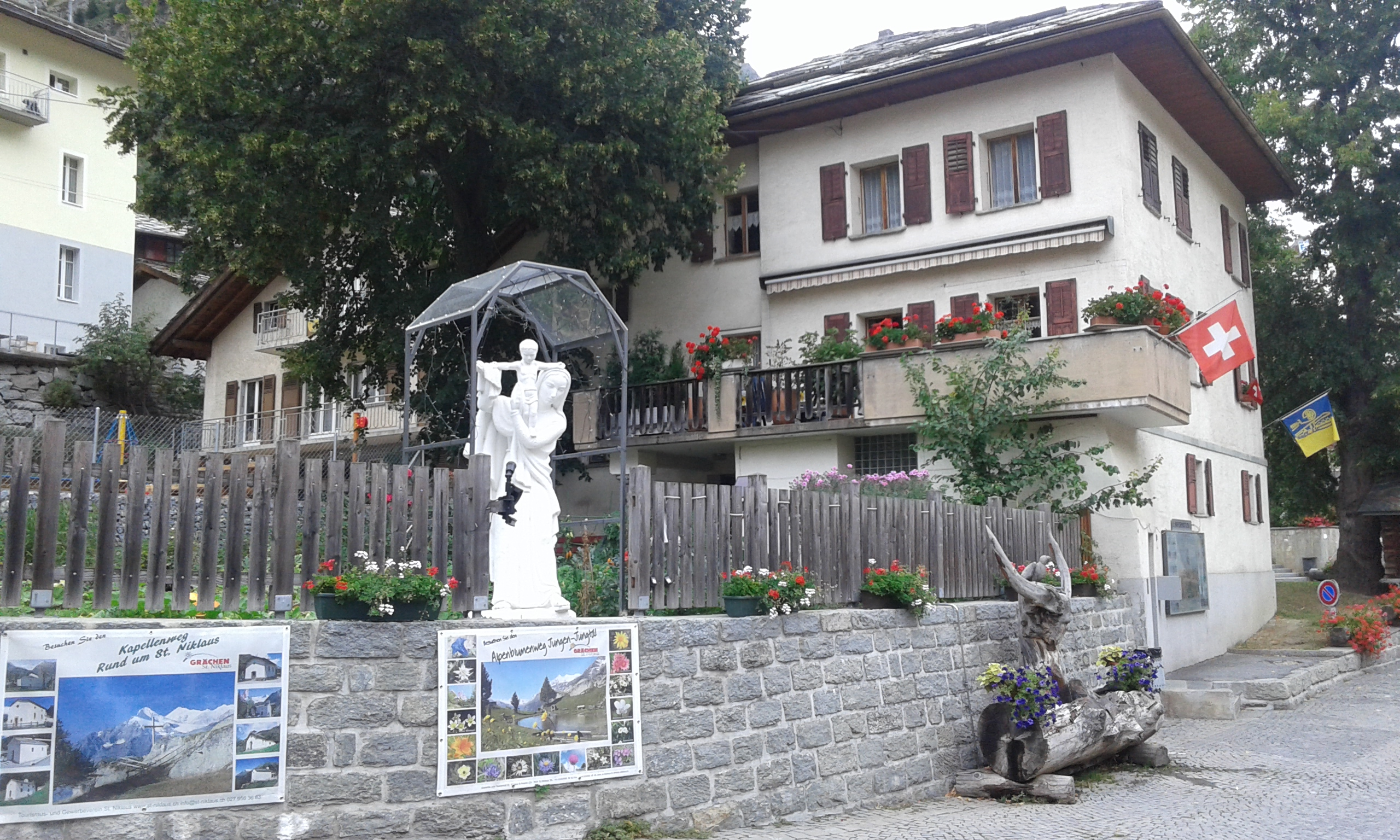
Pfarrhaus von 1735

| Schalbetten      | 750 Meter südöstlich von Gasenried (1659 m) auf einer Höhe von 1687 m ü. M. | 1672 |                                   | 1984–1985 Totalrenovation, wobei die Kapelle auch einen kleinen Turm mit Glocke erhielt | Maria                    | Barocker Marien-Altar und Kreuzweg in Hinterglasmalerei aus dem 18. Jahrhundert                                                          | Am 15. Juni 2014 wurde der Kapellenweg mit einer Messe eingeweiht. Die «Wasserleita» Nieschwasser erstreckt sich vom Riedbach talauswärts Richtung Norden vorbei an der Kapelle Schalbetten entlang dem heutigen Strassenverlauf nach Gasenried hin. |
| Mattsand         | Zwei Kilometer nördlich von Herbriggen (1260 m) bzw. 3,5 Kilometer südlich von St. Niklaus Dorf (1120 m) an der nordwestlichen Grenze der Siedlung Mattsand auf 1229,5 m ü. M. (St. Niklaus Dorf – Schwiedernen – Mattsand)                    | | 1748                              | 1986–1987 Totalrenovation                                                               | Margaretha               | Régence-Altar mit Titelheiligen | |
| Rittinen         | Nördlich unterhalb von Gasenried (1659 m) im Westen des Weilers Rittinen auf 1455 m ü. M. | 1759 |                                   | 1979–1982 Totalrenovation                                                               | Maria                    | Rokoko-Altar mit Himmelfahrt Mariens, einem Bild des Jüngsten Gerichtes, das 1816 Franz Josef Loacker geschaffen hat, und altem Kreuzweg | |
| Jungen           | An der südlichen Grenze der Siedlung Jungen auf 1940 m ü. M. | | 1762                              | 1982–1983 Totalrenovation                                                               | Maria                    | Der Altar zeigt neben Maria und Jesus auch Nikolaus von Myra und Theodul                                                                 | Die Rosenkranz-Kapellen entlang des Jungerwegs von St. Niklaus Dorf auf die Alp Jungen gehen auf das Jahr 1735 zurück. |
| Herbriggen       | Im Ortskern von Herbriggen auf 1264,5 m ü. M. | | 1800                              | 1850 Wiederaufbau, musste 1933 der heutigen Kirche weichen                              | Maria                    | | |
| Biffig           | 2,5 Kilometer südlich von St. Niklaus Dorf (1120 m) auf der rechten Seite der Vispa im Osten des Weilers Biffig auf 1264,4 m ü. M. | | 1951                              |                                                                                         | Maria                    | Barock | Bemerkenswert ist im Weiler Biffig das vor der Kapelle stehende Wegkreuz mit Leidenswerkzeugen aus dem 18. Jahrhundert. |
| Schwiedernen     | Zwei Kilometer südlich von St. Niklaus Dorf (1120 m) auf der linken Seite der Vispa am Fusse des Wänguberg (2219 m) bzw. von Walkerschmatt (2139 m) in der Mitte des Weilers Schwiedernen auf 1164,4 m ü. M. (St. Niklaus Dorf – Schwiedernen) | 1662 | 1953                              |                                                                                         | Jakobus                  | Barock | Der Topaliweg führt von der Kapelle Schwiedernen (1164,4 m ü. M.) bis auf eine Höhe von 2674 m ü. M. zur Topalihütte. |
| Sankt Nikolaus   | Südwestlich von St. Niklaus Dorf im Weiler Birchmatten, der mit St Niklaus Dorf fast zusammengewachsen ist, im Senioren- und Pflegeheim auf 1117 m ü. M. (St. Niklaus Dorf – Birchmatten)                                                      | 1991 |                                   | 2008 Vergrösserung                                                                      | Nikolaus                 | | |

## Umgebung
Das gegenwärtige Pfarrhaus ist 1735 erbaut worden und wurde 1967 renoviert.

### Bergführerdenkmal

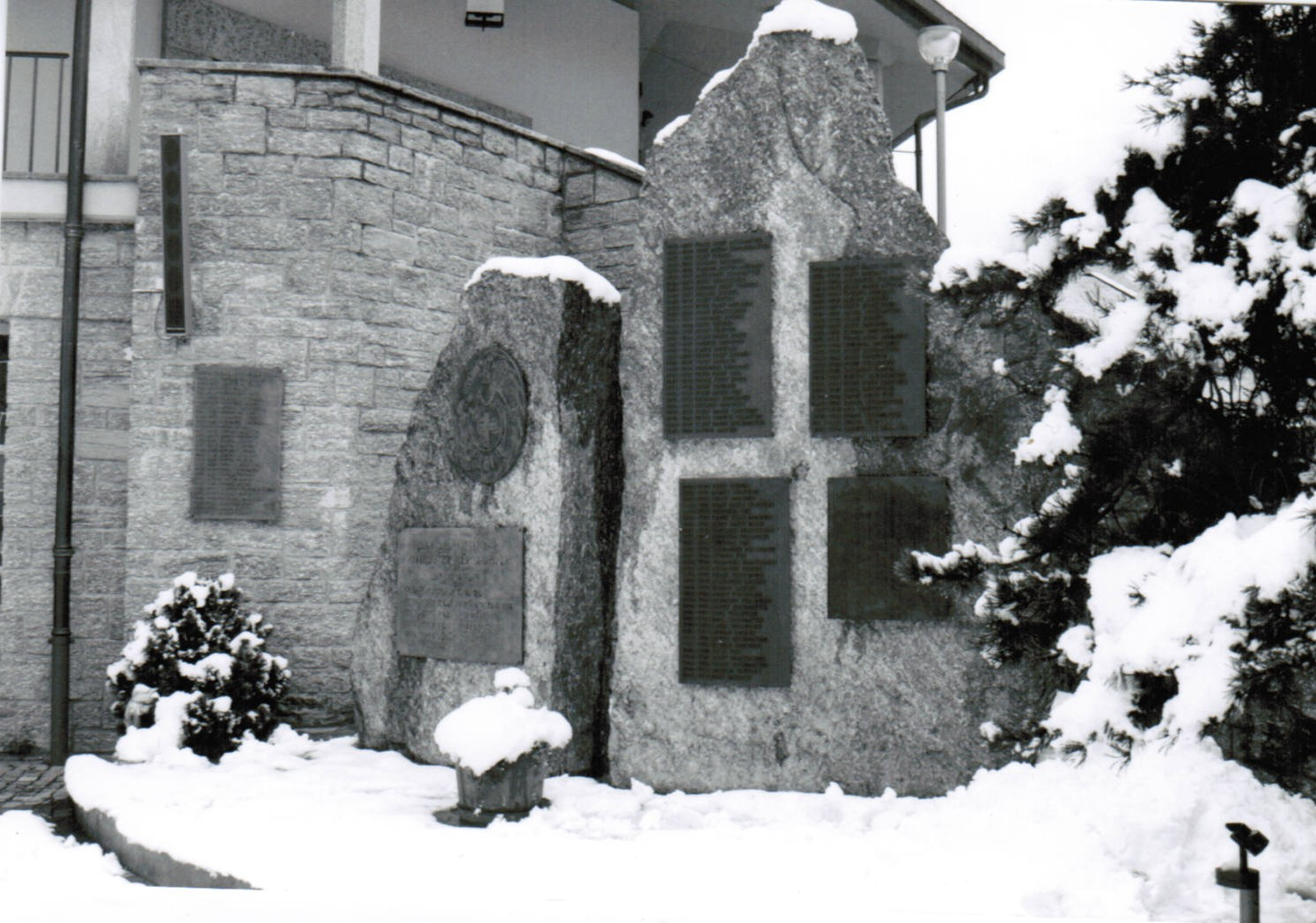
Bergführerdenkmal

Auf dem Kirchplatz der Kirche St. Niklaus steht seit dem Jahre 1995 das Bergführerdenkmal mit sieben Bronzetafeln zu Ehren der britischen Bergsteigerinnen des Ladies’ Alpine Club, der britischen Bergsteiger des Alpine Club und der Bergführer der Gemeinde St. Niklaus, das insgesamt 3,70 Meter hoch ist.